# Bitnet
BITNET — це мережа електронних комунікацій, що зв'язує комп'ютери понад 560 організацій - членів CREN в США, включаючи університети, коледжі, школи, дослідницькі центри, що фінансуються урядом, і урядові агентства. Разом з об'єднанням з мережами в інших країнах BITNET є єдиною логічної мережею, що з'єднує понад 1500 організацій в 52 країнах, що забезпечує електронний обмін інформацією для підтримки наукових досліджень та освіти. Крім того, численні шлюзи дозволяють передавати електронну пошту між BITNET' ом і Інтернетом, NSFNET-ом та іншими мережами.

## Огляд BITNET / EARN
- BITNET (Because It's Time - тому, що прийшов час)
- EARN (European Academic Research Network)

### Загальний опис
Користувачі BITNET спільно використовують інформацію за допомогою електронної пошти, що пересилається між конкретними користувачами, підписуючись на розсилки електронної пошти - списки розсилки за інтересами, передаючи документацію, програми, дані від обслуговуючих машин BITNET і обмінюючись короткими інтерактивними повідомленнями. Понад 3000 списків розсилки активно в наш час[коли?] в BITNET. Кожен окремий список може налічувати до декількох тисяч учасників. Крім того, окремі сегменти мережі надають кошти для інтерактивного доступу до віддалених комп'ютерів і доступу до віддалених баз даних. Допомога користувачам і мережеві інформаційні служби забезпечуються інформаційним центром BITNET - BITNIC. BITNIC забезпечує допомогу в управлінні, зв'язку і розподіл інформації користувачам і обслуговчому персоналу мережі як через мережу за допомогою пересилки файлів і інтерактивних повідомлень, так і звичайною поштою, і по телефон у в усьому світі. Забезпечує документацію як надруковану, так і зберігається на машинних носіях. Практично всі сервіси мережі BITNET безкоштовні. Для того, щоб підключитися до мережі, необхідно оплачувати лінію зв'язку до найближчого вузла. У мережі заборонено займатися комерційною, політичної і релігійною діяльністю.

### Технічна організація

Приклад з'єднання комп'ютерів у мережі BITNET. Прямокутники позначають комп'ютери, букви — їх імена, а лінії — шляхи зв'язку між комп'ютерами.

BITNET — мережа з проміжними накопиченням,основна протоколі зв'язку NJE, розробленим IBM. ЕВМ в BITNET зв'язані один з одним за допомогою виділених (орендованих) телефонних каналів зв'язку чи іншими швидкими постійними лініями. Лінії зв'язку можуть використовуватися спільно з іншими національними, академічними та освітніми мережами. Наприклад, NJE може працювати як протокол високого рівня над TCP/IP або X.25. Для зв'язку з Північною Америкою використовувалася високошвидкісна лінія зв'язку T1 (1544 Мбіт / сик). Основу BITNET становили вузли, які використовують «великі» машини типу IBM System/370, IBM System//390 (мейнфрейми), що працюють під управлінням операційної системи VM (ОС)|VM (понад 40%). Були вузли, що працюють під MVS. Серед не-IBM систем налічувалося багато супермінікомп'ютерів VAX фірми DEC, зазвичай працювали під управлінням ОС OpenVMS|VMS з JNET (близько 40% від усіх машин); були також Unix- системи, Control Data Corporation (CDC), Amdahl та інші системи, які могли використовувати протокол NJE. Протокол NJE реалізований у продуктах: RSCS для VM; JES / NJE в MVS; JNET в VMS; Urep в UNIX.
Мережа BITNET будується за принципом «від точки до точки». У мережі існує тільки один шлях з «точки A в точку B». Якщо мережу виглядає так, як показано на малюнку, і ми посилаємо повідомлення з комп'ютера «A» в комп'ютер «N» то воно пройде за наступним шляхом:
A -> B -> D -> E -> F -> G -> K -> N
Комп'ютер, що приєднується до BITNET, підключається до найближчого комп'ютера, вже включеному в мережу. Кожному комп'ютеру в BITNET дається власне ім'я, відмінне від всіх інших.
BITNET пов'язувала:
- BITNET (US) - поширена на території США, Мексики і Коста-Рики.
- NetNorth - сегмент Канади.
- B Південній Америці: мережі RUNCOL - Колумбія і ANSP - Бразилія, є вузли в Аргентині, Перу, Уругваї, Чилі, Еквадорі.
- EARN (European Academic Research Network- Європейська мережа академічних досліджень) заснована в 1984 році і охоплює такі країни, як: Австрія, Бельгія, Болгарія, Велика Британія, Угорщина, Німеччина, Греція, Данія, Ірландія, Іспанія, Італія, Кіпр, Люксембург, Нідерланди, Норвегія, Польща, Португалія, Росія (мережа SUEARN), Туреччина, Фінляндія, Франція, Чехословаччина, Швейцарія, Швеція, Югославія. До складу EARN входять потужні комп'ютери Європейських дослідницьких центрів (ЦЕРН, Європейське космічне агентство), національних дослідницьких центрів Франції, Англії, Італії, Німеччини.
- Ісландія, хоча і значиться у вузлах BITNET/EARN, є доступною тільки через міжмережевий шлюз.
- GULFNET - Близькосхідний сегмент BITNET об'єднує 10 академічних інститутів в Бахрейні, Ізраїлі, Кувейті і Саудівській Аравії.
- B Африці: Єгипет і Туніс.
- ASIANET і CAREN - об'єднують в Азії Гонконг, Індію, Кореї, Малайзію, Сінгапур, Тайвань, Японії.

За рахунок організації шлюзів в інші мережі ще більш ніж 20000 хост-ЕОМ мають доступ до ресурсів мережі BITNET.
| Регіон                           | Кількість вузлів |
| -------------------------------- | ---------------- |
| Північна Америка (США та Канада) | 2271             |
| Європа                           | 900              |
| Азія                             | 120              |
| Південна Америка                 | 48               |
| Центральна Америка               | 14               |
| Африка                           | 4                |

### Сервіси BITNET/EARN
Користувачі будь-якого комп'ютера, сполученого зEARN / BITNET, мають можливість:
- Користуватися послугами електронної пошти;
- Здійснювати пересилку файлів і наборів даних будь-якого типу (дані, програми, Документи);
- Використовувати видалені обчислювальні ресурси (віддалений запуск завдань);
- Обмінюватися інтерактивними повідомленнями і проводити телеконференції в режимі реального часу (ON-LINE);
- Користуватися віддаленими прикладними процесами (FILE SERVERS, базами даних, бібліотеками тощо).

#### Електронна пошта
Користувачеві надається зручний і простий у зверненні поштовий інтерфейс, що робить дану послугу доступною для користувачів, які не мають спеціальної підготовки. Як стандарт для поштових повідомлень в EARN / BITNET прийнятий RFC822. Обмін поштою з мережами, що використовують інші поштові протоколи, здійснюється через спеціальні мережні шлюзи.

#### Пересилання файлів
NJE дозволяє здійснювати передачу в асинхронному режимі вмісту файлів і наборів даних одночасно з описом їх структури (ім'я, формат). Економічний асинхронний спосіб передачі відрізняє цей вид сервісу від таких процедур передачі файлів, як FTP (TCP/IP) і FTAM (Open Systems Interconnection (OSI)).

#### Використання віддалених обчислювальних ресурсів
Віддалений запуск завдання RJE (Remote Job Entry) є, з точки зору наукового співробітника, одним з найважливіших видів сервісу некомерційних мереж. Обумовлено це тим, що замість придбання дорогих програм та встановлення їх на власному комп'ютері ви можете проводити розрахунки на комп'ютері, де така програма вже є, а результати розрахунку будуть передані вам по мережі. Для вчених Росії ця можливість приваблива ще й тим, що дозволяє:
- по-перше, уникнути не тільки валютних витрат на придбання математичного забезпечення, але і трудомісткого процесу адаптації зарубіжних програм для російської обчислювальної техніки;
- по-друге, використовувати сучасні засоби обчислювальної техніки, які в нашій країні або нечисленні, або відсутні взагалі. Зарубіжні наукові групи, які співпрацюють з російськими науковими організаціями, охоче надають співробітникам останніх ресурси своїх обчислювальних центрів. Проте до появи російських наукових мереж (SUEARN, Freenet) використовувати цю обставину було практично неможливо, так як оплата трафіку за тарифами комерційних мереж могла б скласти астрономічні суми.

#### Обмін інтерактивними повідомленнями
NJE-протокол забезпечує можливість передачі інтерактивних повідомлень і команд.
Хоча існують фактори, що трохи обмежують використання інтерактивної передачі даних у цій мережі, тим не менш, EARN / BITNET дозволяє проводити в режимі реального часу конференції за участю великих груп користувачів. Сервіс при проведенні таких конференцій забезпечується програмою «RELAY», яка проводить відбір і перерозподіл інтерактивних повідомлень, що дозволяє уникнути перевантаження ліній і позбавляє користувача від будь-яких турбот про підтримання списку учасників і необхідності здійснення операцій, Що потребують спеціальних знань.

#### Інформаційні сервери
Файлові сервери, що функціонують на значній частині вузлів BITNET, забезпечують пересилання користувачеві на його вимогу різних файлів, що містять інформаційні матеріали або програмні продукти. Запити сервера можуть надсилатися як у вигляді інтерактивних повідомлень, так і у вигляді тексту в системі електронної пошти. Сервери мають певну спеціалізацію. Нижче перераховані основні типи серверів.
- NETSERV - має бібліотеки програм та інформаційних матеріалів, необхідних адміністрації мережі і користувачам. Ha NETSERV знаходяться, зокрема, бази даних, що містять відомості про користувачів мережі, області їх наукових інтересів та їх мережевих адресах. З їх допомогою можна отримати список фахівців, що займаються будь-якою проблемою.
- TRICLE/RED - сервер висилає користувачам файли за їх запитами.
- TRICLE - взаємодіє з файловими серверами Інтернет, допускають анонімний FTP доступ. Запити сервера направляються електронною поштою. TRICLE зазвичай розглядається як альтернатива FTP, що особливо важливо для користувачів мереж, в яких останній вид сервісу відсутня. TRICLE-сервери відкривають користувачу швидкий і ефективний доступ до величезної кількості різноманітних програмних продуктів.
- BITFTP (BITNET FTP Server) дає можливість користувачам EARN / BITNET працювати з FTP-серверами мережі Інтернет. Цей сервер виконує роль поштового інтерфейсу між користувачем EARN / BITNET і FTP-серверами. BITFTP передає команди, що містяться в поштовому повідомленні іншого сервера, який і здійснює реальне FTP з'єднання. Після виконання завдання користувачеві надсилається протокол сесії і витребувані файли.
- ASTRA дозволяє користувачеві вести пошук в розподілених базах даних. При роботі з ASTRA використовується один і той же інтерфейс для взаємодії з усіма доступними через дану систему базами даних, навіть у тих випадках, коли в останніх використовуються різні мови запитів, такі як STAIRS, ISIS, SQL, FOCUS або SAS.

В окрему групу можна виділити сервери, що забезпечують обмін інформацією між групами користувачів. Це вже згадуваний RELAY, а також LISTSERV.
- LISTSERV / LISTEARN - використовується для організації електронних конференцій. Будь-який користувач може підписатися на конференцію з цікавої його тематиці і з цього моменту почати отримувати всі повідомлення, що подаються на цю конференцію. У свою чергу, відправлені ним повідомлення доставляються всім іншим передплатникам (на відміну від описаних вище конференцій ON-LINE, що проводяться за допомогою RELAY серверів, при використанні LISTSERV одночасну присутність всіх учасників не є необхідним). LISTSERV автоматично архівує всі повідомлення і дозволяє працювати з цим архівом як з базою даних в інтерактивному і пакетному режимі. В наш час[коли?] функціонує кілька тисяч конференцій, і практично будь-який дослідник може знайти конференцію, тематика якої представляє для нього інтерес. Важливим є та обставина, що будь-який користувач може організувати нову конференцію з цікавої його проблеми. Якщо проаналізувати список конференцій, то можна виявити, що в ньому містяться не тільки численні конференції з тим областям науки, в яких традиційно широко використовуються засоби обчислювальної техніки (інформатика, фізика, хімія, біологія та інші природничі науки), Але й не менш численні конференції з гуманітарних наук, питань освіти тощо.

Дискусійні групи, що функціонують у рамках LISTSERV і NETNEWS, можуть взаємодіяти, завдяки чому в них можуть брати участь користувачі різних мереж.
В даний час для багатьох сервісів BITNET, в першу чергу для LISTSERV, розроблені інтерфейси CGI для забезпечення доступу до цих ресурсів через WWW.

### Історія EARN / BITNET
Мережа BITNET була заснована в 1981 рік у як з'єднання між CUNY - Міський університет Нью-Йорка і YALE - Єльський університет. Її концепція була розроблена
Айрою Фахса - заступником начальника відділення університетських систем Міського університету
Нью-Йорка і Грейдоном Фрішем, директором Єльського комп'ютерного центру Єльського університету.
У тому ж році було виконано підключення до мережі юнікс-сайту і створений перший шлюз в мережу UUCP.
У 1982 рік у був реалізований перший зв'язок з VAX / VMS. Протягом кількох наступних років мережа швидко зростала.
| Рік  | Кількість орг. в США | Кількість вузлів в США | Кількість вузлів у світі |
| ---- | -------------------- | ---------------------- | ------------------------ |
| 1981 | 2                    | 26                     | 26                       |
| 1982 | 7                    | 33                     | 33                       |
|      | 16                   | 56                     | 56                       |
| 1983 | 21                   | 67                     | 67                       |
|      | 33                   | 108                    | 108                      |
| 1984 | 56                   | 168                    | 168                      |
|      | 71                   | 227                    | 166                      |
| 1985 | 95                   | 349                    | 529                      |
|      | 136                  | 529                    | 786                      |
| 1986 | 181                  | 756                    | 1161                     |
|      | 239                  | 912                    | 1413                     |
| 1987 |                      | 1061                   | 1699                     |
|      |                      | 1256                   | 1964                     |
| 1988 |                      | 1391                   | 2211                     |
|      |                      | 1503                   |                          |

Послуги в мережі забезпечувалися на добровільній основі і в значній мірі були зосереджені в
CUNY і YALE. У 1984 рік був створений виконавчий комітет для забезпечення керівництва у розробці стратегії розвитку мережі, заснований Мережний інформаційний центр - BITNIC. Тоді ж був забезпечений зв'язок з Римом і шлюзи в мережі ARPANET, CSNET і NetNorth. З 1984 по 1986 рік забезпечення централізованої інформацією, управління та послуги для всієї мережі фінансувалися IBM, EDUCOM і CUNY. У 1985 рік у в BITNIC було встановлено перший
LISTSERV, здійснена зв'язок з Японією. У 1986 році створено шлюз з JANET в EARN.
До 1988 року мережа налічувала 2211 вузлів. З 1989 року стартував проект BITNET II. У результаті протоколи BITNET працюють поверх протоколів TCP/IP, що призвело до повного злиття Інтернету і BITNET.

### EARN / BITNET в Росії
Після зняття ряду обмежень COCOM з 1990 року СРСР був дозволений доступ до засобів BITNET. 25 - 26 вересня 1990 року в Москві пройшла перша нарада з організації SUEARN - радянської частини EARN.
Мережа, що об'єднує московські організації, повинна була стати першою чергою мережі SUEARN. З 1992 рік а Росія - учасниця EARN. Міжнародним вузлом Російської підмережі EARN був Інститут органічної хімії ім. Зелінського (ІОХ PAH).
SUEARN складалася з 12 вузлів, більшість з яких перебували в Москві:
- В Центральному економіко-математичному інституті
- В Інституті кристалографії
- В Інституті ядерних досліджень
- В МГТУ їм. Баумана (4 вузла)
- В Московському енергетичному інституті
- В Черноголовці і Ногинці.

Були вузли в Ярославському університеті (ЯрГУ) та у ВЦ AH Азербайджан а (Баку). У ЯрГУ були встановлені російські національні сервери NETSERV, LISTSERV, NETNEWS, ASTRA, Gopher.